# Athripsodes aterrimus
Athripsodes aterrimus là một loài Trichoptera trong họ Leptoceridae. Chúng phân bố ở miền Cổ bắc.

## Hình ảnh

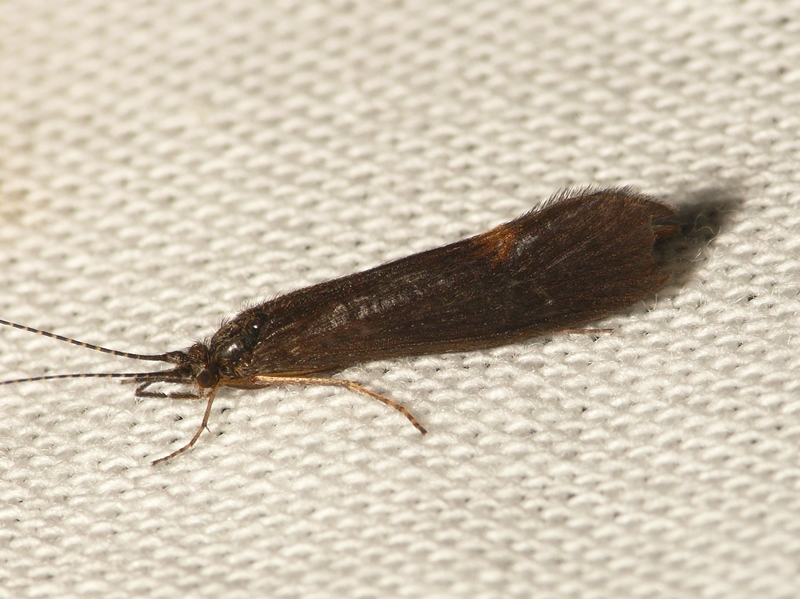

- Tư liệu liên quan tới Athripsodes aterrimus tại Wikimedia Commons